# Йойинг

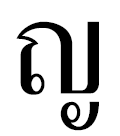

Йойинг (тайск. หญิง, йинг — «женщина») — йо, 13-я буква тайского алфавита, означает в тайском палатальный апроксимант, в пали часто пишется без диакритического знака. В сингальском пали соответствует букве талуджа насикая, в бирманском пали соответствует букве нья. В тайском, как инициаль слога по траянгу относится к аксонтамдиау (нижний класс, одиночные). В инициали слога встречается редко, чаще выступает как финаль и относится к матре мекон. При записи транскрипции сакоткам в инициали заменяется на йойак, в финали на нону. На клавиатуре соответствует клавише рус.«З».
Тонирование йойинг:
| Сиенг саман | Сиенг эк | Сиенг тхо | Сиенг три | Сиенг тьаттава |
| ญ           | หญ่       | ญ่         | ญ้         | หญ             |

Слова начинающиеся на йойинг 2-го и 5-го тона обозначаются с помощью нечитаемой предписной буквы хонам, поэтому в словаре располагаются в разделе буквы хохип.